# وشم سینه‌توسی
وشم سینه‌توسی(نام علمی: Crypturellus boucardi) نام یک گونه از تیره وشم است.